# فريدرك وليم ميتلاند

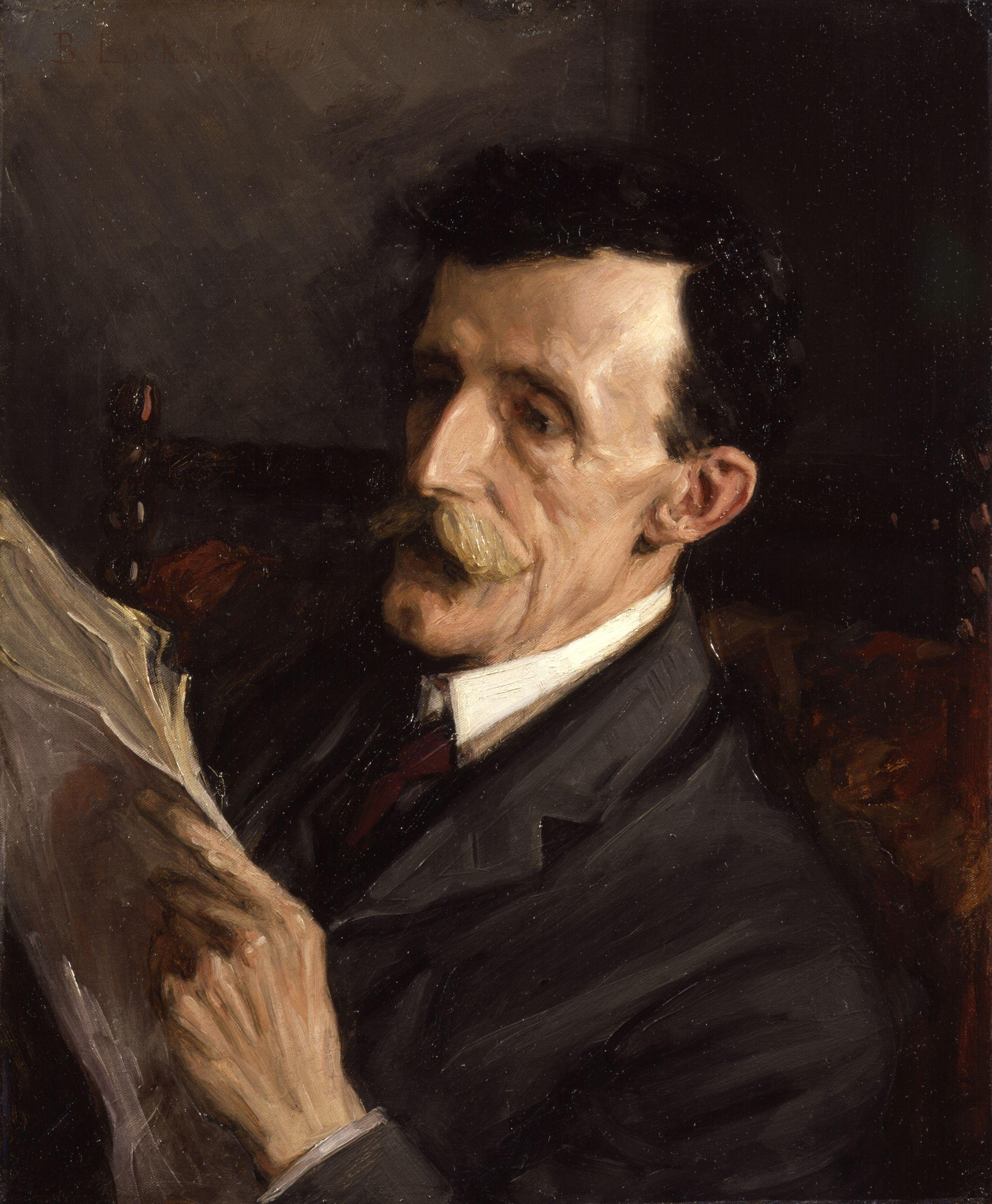
فريدرك وليم ميتلاند

فريدرك وليم ميتلاند (بالإنجليزية: Frederic William Maitland) ( 1850 – 1906 ) مؤرخ للقانون الإنجليزي ، اختير عام 1888 أستاذا للقانون الإنجليزي بجامعة كمبردج كان بحاثة دقيقا أسس جمعية لفحص ونشر الوثائق القانونية القديمة .

## أهم مؤلفاته
تاريخ القانون الإنجليزي قبل عهد إدوارد الأول ( مجلدان – 1895 ) مع سير فريدريك بولك ، والف «تاريخ إنجلترا الدستوري» 1908 .

## روابط خارجية
- فريدرك وليم ميتلاند على موقع الموسوعة البريطانية (الإنجليزية)